# 教室

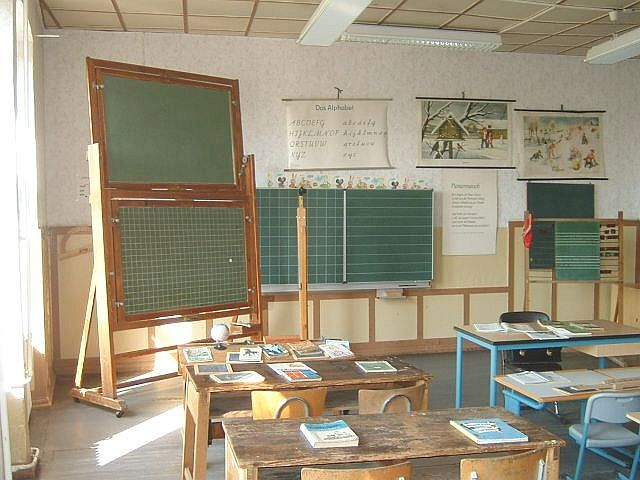
ドイツの小学校の教室

教室（きょうしつ）は、教育を行う部屋である。多くは学校の中の授業用の部屋である。教場（きょうじょう）ともいう。

## 日本の学校

### 初等教育・中等教育における様々な教室の種類

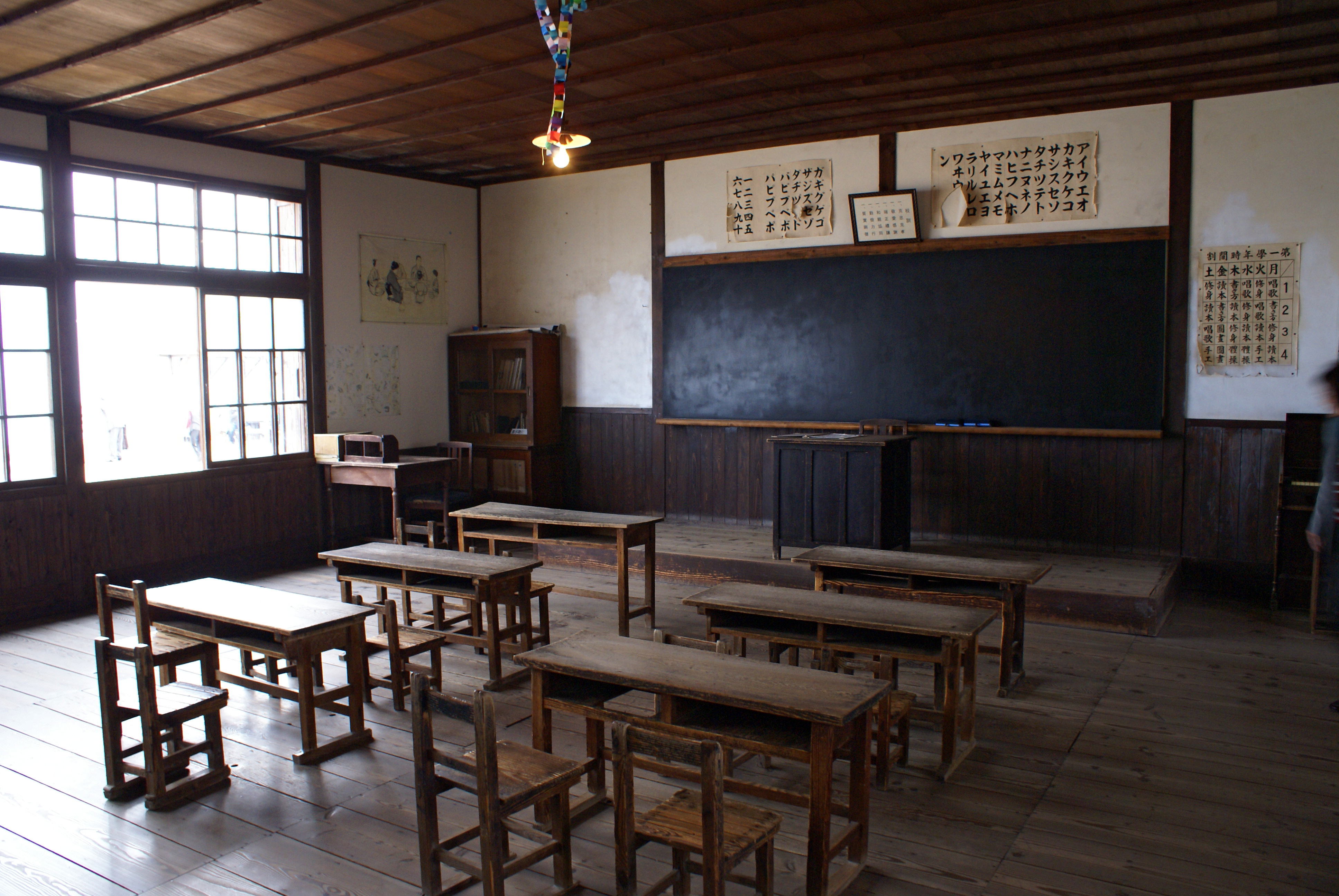
昭和時代の小学校教室（二十四の瞳映画村）

初等教育（小学校など）や中等教育（中学校、高等学校など）では、主に、普通教室（ふつうきょうしつ）と特別教室（とくべつきょうしつ）に分類されている。

#### 普通教室

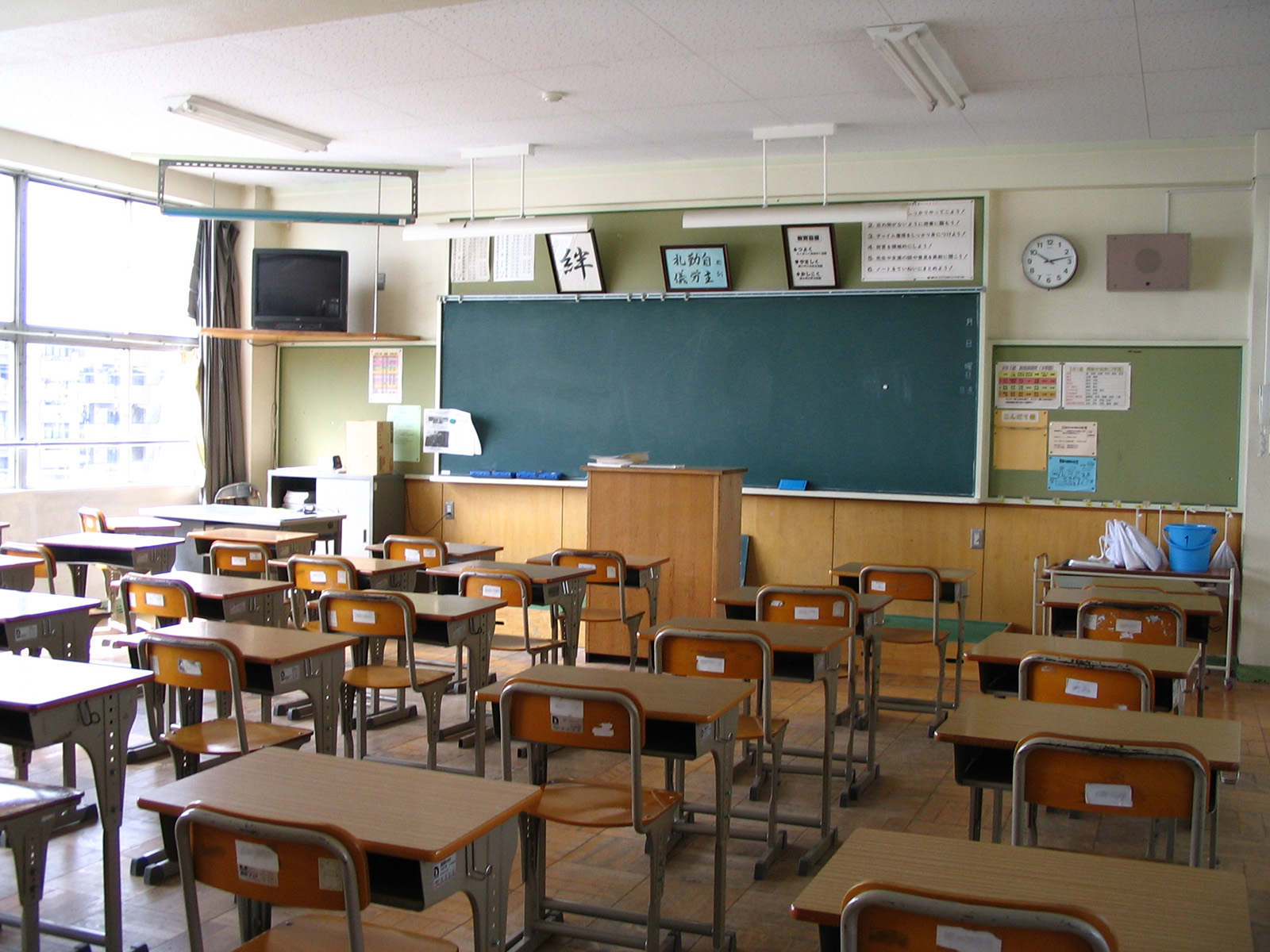
平成期のとある中学校の普通教室

普通教室は通常の授業を受けるための教室である。小学校・中学校・学年制の高等学校では「○年○組」の教室という風に各学級ごとに教室が割り当てられ、児童・生徒は一日の大半を教室で過ごし、特に、音楽や美術の実技を行ったり、理科で実験を行ったりする場合など、主に実技を伴う特定教科において教室を移動する。これを特別教室型と呼び、日本の学校では大半がこの形を取っている。
一部の学校ではすべての教科で専用の教室を設け、児童、生徒が授業毎に教室を移動する形を取っている。これを教科教室型と呼ぶ。

#### 特別教室

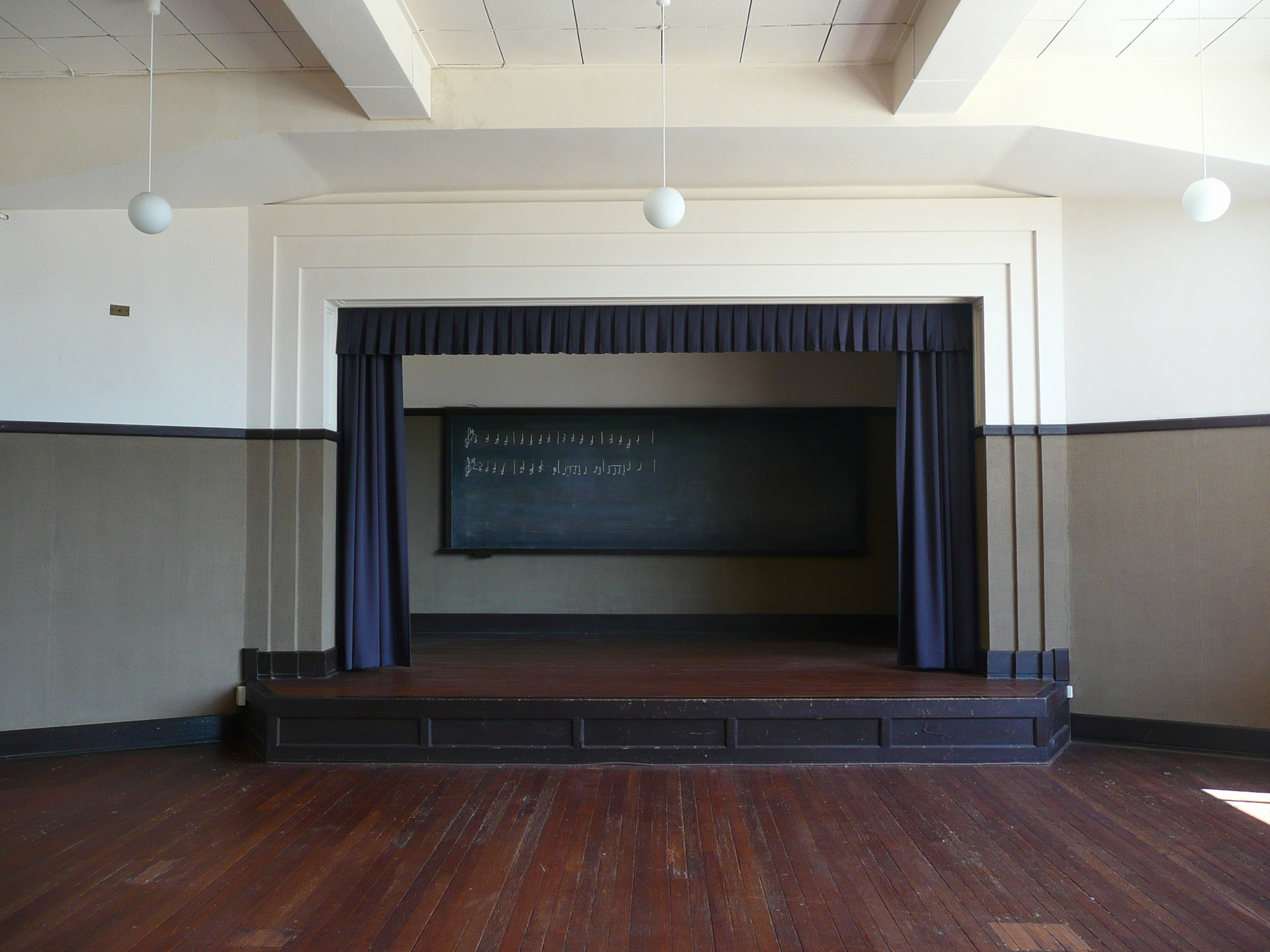
音楽教室

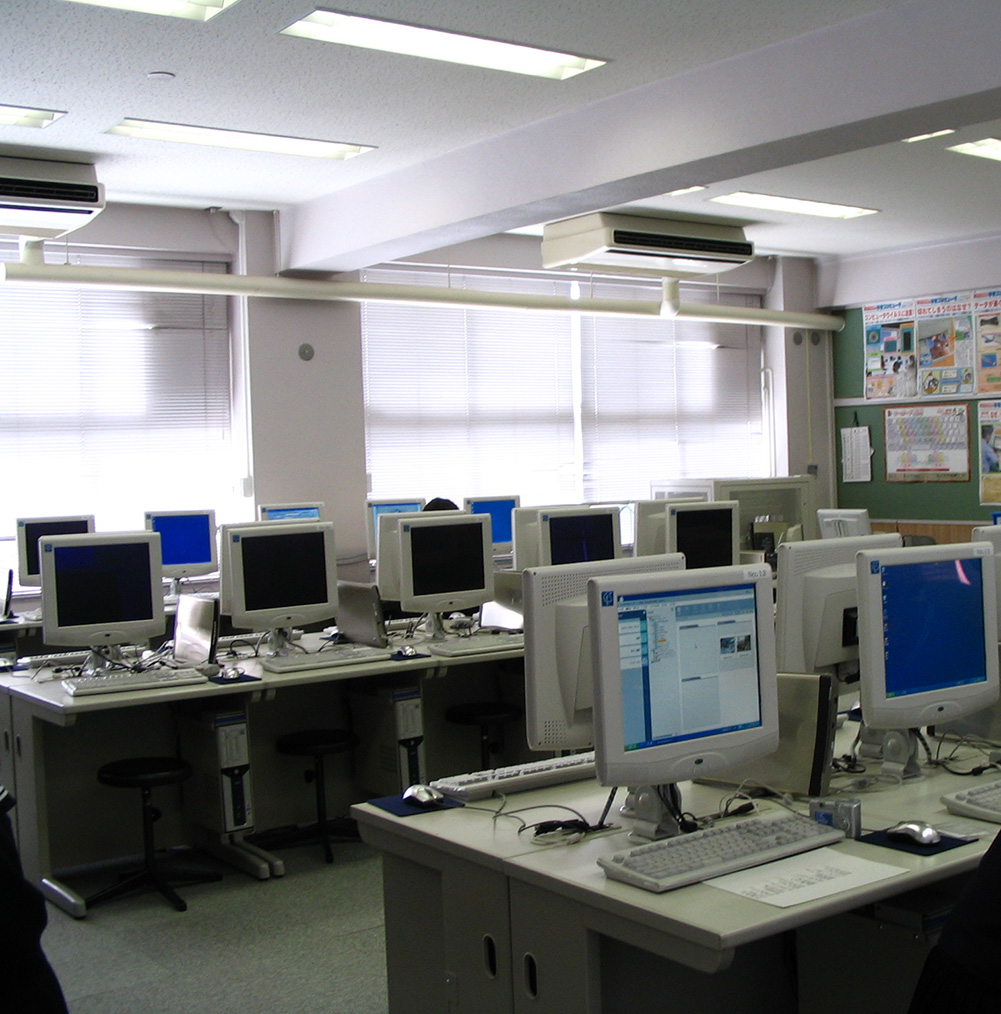
中学校内のコンピュータ室

教科別、用途別などに用意される教室。これらの特別教室の多くには教員が授業準備をするための準備室が併設されている。
義務教育諸学校等の施設費の国庫負担等に関する法律施行令においては、小学校の特別教室の種類として「理科教室、生活教室、音楽教室、図画工作教室、家庭教室、視聴覚教室、コンピュータ教室、図書室、特別活動室、教育相談室」が挙げられている。
また、中学校の特別教室の種類として「理科教室、音楽教室、美術教室、技術教室、家庭教室、外国語教室、視聴覚教室、コンピュータ教室、図書室、特別活動室、教育相談室、進路資料・指導室」が挙げられている。

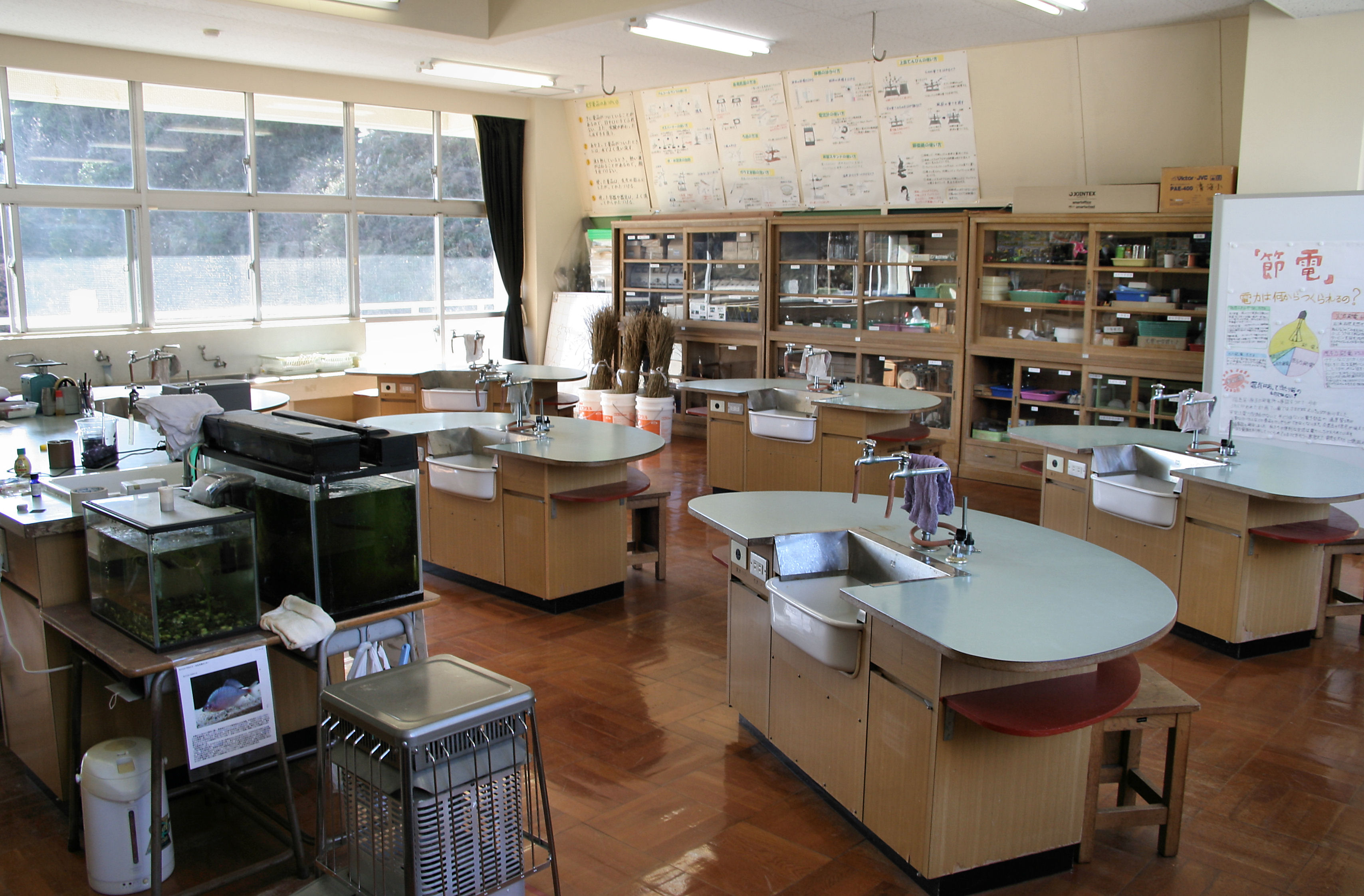
理科室

- 理科教室、実験教室（化学実験教室、物理実験教室、生物実験教室、地学実験教室）
理科の授業時に使われる教室。実験を行うための設備・用具、薬品等が備え付けてある。
- 生活教室
生活科の授業時などに使われる教室。

- 音楽教室
音楽の授業時に使われる教室。合唱時に並びやすいように、室内に段差がある場合がある。ほとんどの場合、防音構造になっている。
- 図画工作教室、美術教室
図画工作、美術に使われる教室。絵画用の用具が備え付けてある。

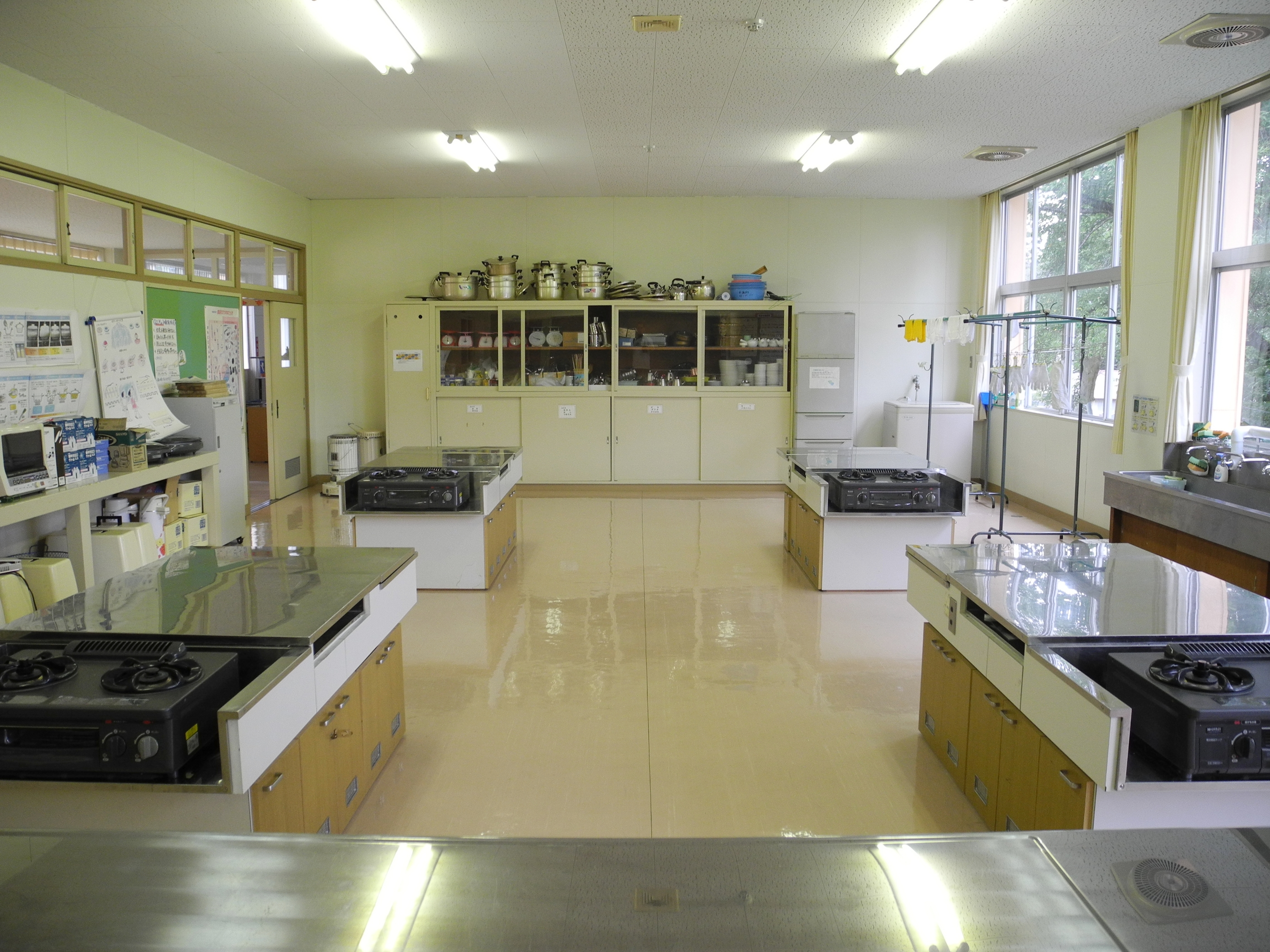
家庭教室

- 家庭教室（家庭科室、被服教室、料理教室（調理実習教室）など）
家庭科の授業などで使われる。被服関係の教室にはミシンなどが備え付けられており、調理実習関係の教室は調理実習に使われる。
- 外国語教室
- 視聴覚教室（LL教室、CALL教室）
ビデオなどのメディアによる教育を行なう教室。

- コンピュータ教室
パーソナルコンピュータ、プリンタなどが備え付けられている。2000年代からはLANによってコンピュータ同士が相互接続されているものが増えている。プロジェクタ、書画カメラ、サブモニタなどを備えている場合もある。
- 図書室
図書を置く部屋。学校図書館、司書教諭も参照。
- 特別活動室
特別活動に使われる教室。
- 教育相談室
- 進路資料・指導室
進路選択に関する資料を備え付けることで、生徒に進路に関する情報を提供するほか、進路指導に使われる教室。

以上のほかに次のような教室がある。
- 書写教室・書道教室・習字教室
教科「国語」における書写の時間や、教科「書道」に使われる教室。書写・書道をしやすくするため比較的静かな環境になっている。
- 社会科教室（地理歴史教室、公民科教室など）
地図や土器などの標本、教具が備え付けてある。
- 工芸教室
教科「工芸」の授業に使われる教室。
- 技術教室（木材加工教室、金属加工教室など）
木材加工、金属加工、機械加工用の用具が備え付けられている。

#### 多目的教室
義務教育諸学校等の施設費の国庫負担等に関する法律施行令において「多目的教室」とは「複数の学級の児童又は生徒を対象とする授業その他多様な指導方法による授業又は課外指導で普通教室又は特別教室において行うことが困難と認められるものの用に供するものとして設けられる教室で、併せて児童又は生徒の学校生活の用に供することができるもの」と定義されている。

#### 少人数授業用教室
義務教育諸学校等の施設費の国庫負担等に関する法律施行令において「少人数授業用教室」とは「専ら少数の児童又は生徒により構成される集団を単位として行う授業の用に供するものとして設けられる教室」と定義されている。
コース別授業（興味別授業・習熟度別授業）の際に普通教室を使用する教科の学級を分割するため、そのために使用される。

### 高等教育における教室の種類

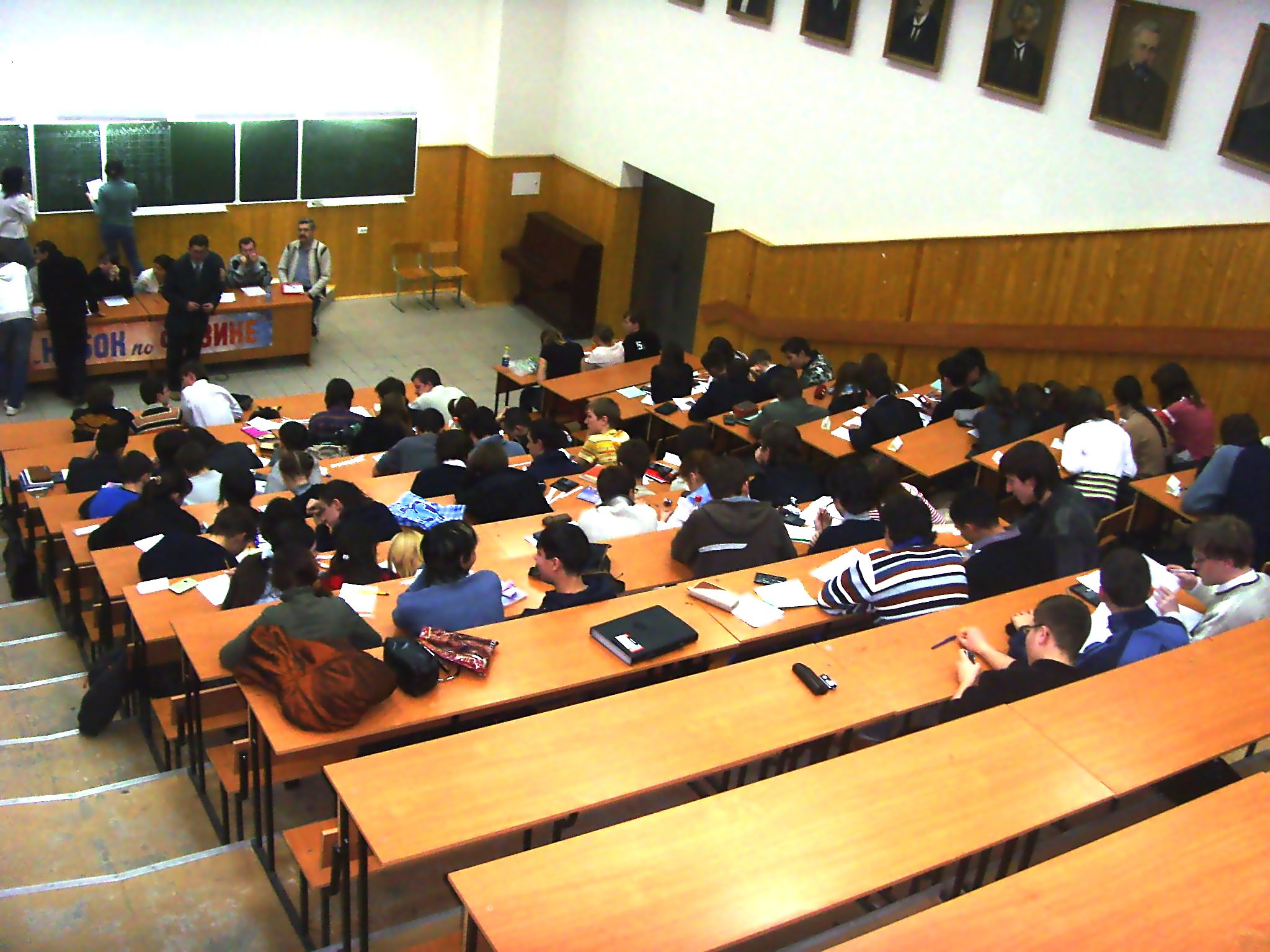
階段状の大教室

大学などの高等教育では、主に、講義室（こうぎしつ）、演習室（えんしゅうしつ）、実験室（じっけんしつ）・実習室（じっしゅうしつ）などに分類されている。
- 講義室

通常の講義が行われる部屋である。20人程度の小教室から、500人以上収容できる教室まである。
- 演習室

演習を行うための部屋で、少人数教室が多い。
- 実験室・実習室

実験用・実習用の機材などが設置されている。

### 設計

#### 天井高規制
2005年まで、教室には天井高の下限の規制があった。明治時代は石炭ストーブなどで暖房をしていて、高い天井で空気を回して一酸化炭素中毒を防ぐこと、1950年の建築基準法制定時は当時の過密な教室の空気をきれいに保つことが理由だった。
埼玉県草加市は、昭和30年代後半から40年代初頭の人口増加で急造した公立学校が、耐震性が足りないということで建て替えを迫られたが、建て替えには莫大な費用がかかるためにコスト削減策として教室の天井高を3mから2.7mに下げる案を編み出した。そこで、同市は、2004年6月、天井高を下げる構造改革特区を国に申請したが、「子どもの心身に与える影響の調査結果が出ていない」と最初は却下された。検証を繰り返した末、2005年9月、同市の特区提案は認められ、同年11月には建築基準法施行令改正で天井高規制が廃止された。

#### 方角
日本の学校建築では教室を建物の南側に配置する南面採光は常識と考えられており、あえて北側に配置する場合には南面採光を越えるだけの計画理論が必要と考えられている。教室が南に面している場合、一般的に教壇のある側は西向きに設計される。これは、右側に窓を配して右側から日光が差し込むと、大半を占める右利きの利用者が机上で書き物をする際に自分の右手の影で帳面が暗くなってしまうためである。

## 欧米の学校

### 教室ユニット
アメリカ合衆国の学校ではネイバーフッド、ファミリー、ハウスなどと呼ばれる共通スペースの周囲を取り囲むように個々の教室を配置する平面構成が多い。この構成ではすべての教室を南面させることは困難だが、むしろ外部との関係を遮断することで集中できる環境にするための設計である。

### 教室の形状
イギリスの産業革命後の効率的な一斉授業のシステムと伝統的な矩形の教室は表裏一体であった。しかし、1970年代、アメリカ合衆国では多くのオープンスクールが建設されたが、その教室は壁に覆われた矩形の部屋ではなく、子どもが自ら学習場所を選択し、机の配置も行列スタイルではなくランダムな配置が取り入れられた。例えばインディアナ州のマウントヘルシー小学校（1972年建築）の場合、四方が壁に囲まれた教室はなく、広い空間に学年ごとの領域が設けられている。ところが、過度の個別化や学習環境で生じる騒音への反省から再び壁に囲まれた教室への逆戻りが起こり、どのような形状が教室に適しているか議論されるようになった。
教室は矩形の場合が圧倒的に多いが、三角形、六角形、扇型、L字型のような特殊な形状のものもある。ニューヨークのヒースコート小学校（1962年建築）は六角形教室のユニットで構成されている。

### 特別教室
イギリスのパブリックスクールの特別教室には、語学、絵画、工芸、映画、音楽制作などの目的ごとに用意された教室がある。

## オーストラリアの教室
オーストラリアの校舎は多くは平屋建ての複数棟で構成されているが、まれに中学校では2階建ての校舎もある。校舎内には教室のほかに、図書館、コンピュータルーム、多目的ルームなどが設けられるが、多目的ルームの設置などには地域差もある。

## 比喩
部屋そのものでなく、そこで学ぶ人の集まりを教室と呼ぶことがある。
相愛音楽教室などのように、「そこで学ぶ」という特定の目的のために集まった教師と生徒等の集団も指すこともある（例：移動教室、補習教室、物理学教室）。
この他に、大学の特定の講座の主任教授と講師、助手などのスタッフと大学院や学部の学生らの「○○研究室」を総称して「○○教室」というのがある。講座制と学科目制、教室系技官を参照。